# Clésio (football, 1994)
Pour le footballeur né en 1947, voir Clésio (football, 1947).
Clésio Bauquedit Clésio, est un footballeur mozambicain né le 11 octobre 1994 évoluant au poste d'attaquant au FK Qabala.

## Biographie

### En sélection nationale
En décembre 2023, il est retenu dans la liste des vingt-sept joueurs mozambicains sélectionnés par Chiquinho Conde pour disputer la Coupe d'Afrique des nations 2023. Clésio Bauque disputera ainsi sa première compétition internationale.